# Cop d'estat a Nigèria de juliol de 1966
El cop d'estat a Nigeria de juliol de 1966 (també anomenat el contracop de 1966, o la Revenja de 1966), fou el segon dels molts cops militars a Nigèria. Fou dirigit pel tinent coronel Murtala Muhammed i molts oficials militars del nord. El cop va començar com a motí més o menys a la mitjanit del 28 de juliol de 1966 i fou una reacció als assassinats de polítics i oficials (militars) del nord majoritàriament per soldats igbos durant el cop d'estat del 15 de gener de 1966. El cop de juliol va resultar en l'assassinat del 1r Cap d'estat militar de Nigèria, el General Aguiyi Ironsi i el tinent Coronel Adekunle Fajuyi (qui allotjava a Ironsi en la seva visita) a Ibadan per furiosos suboficials (Non Commissioned Officers NCO) del nord. Liquidat el govern d'Ironsi el tinent Coronel Yakubu Gowon va ser nomenat cap d'estat pels conspiradors.

## Raons pel cop
Segons l'historiador Max Siollun els soldats del nord tenien una llista de queixes després de l'avortat cop d'estat del 15-16 de gener de 1966, el que va portar a la planificació d'un contra-cop. Una llista de les seves queixes era:
- L'assassinat de civils i militars del nord el gener de 1966
- Els conspiradors del cop de 15 de gener de 1966 (majoritàriament comandants, "majors" a l'exèrcit de Nigèria) no havien estat encausats per traïció i rebien la seva paga estant en detenció
- El Decret d'Unificació (que suprimia l'estructura federal de Nigèria)
- Rumors d'un "cop igbo" per eliminar soldats del nord
- La promoció de diversos comandants igbos (Majors) a tinents coronels
- Rumors que el General Ironsi afavoria als igbos
- Plans per suprimir el 1er i 4t batallons i plans per rotar els governadors militars de les diferents regions.

## Participants en el cop
El principals implicats foren:
- 2n Tinent Sani Abacha (3r Battalion Kaduna)
- Tinent D.S. Abubakar (Abeokuta Garrison)
- Major Martin Adamu (2n Battalion Lagos)
- Tinent Coronel Joseph Akahan (Comandant, 4t Bataillon Kaduna)
- Major Shittu Alao (nigerià Airforce HQ, Lagos)
- Tinent Ibrahim Babangida (1r Reconnaissance Squadron, Kaduna)
- Tinent Ibrahim Bako (4t Battalion, Ibadan)
- Tinent Muhammadu Buhari (2 Lagos de Brigada)
- Capità Isa Bukar (Lagos de Guàrdies Federals)
- Lloctinent Yakubu Dambo (3r Battalion Kaduna)
- Lloctinent Garba Un. Dada (Ajudant 4t Battalion Ibadan)
- Major Theophilus Danjuma (Agent de Personal Principal, HQ d'Exèrcit, Lagos)
- Sergent Paul Dickson
- Tinent Buka Suka Dimka (Universitat de Formació Militar nigeriana Kaduna)
- Tinent Garba Duba (1 Reconnaissance Squadron Kaduna)
- Capità Joseph Garba (Lagos, Guàrdies Federals)
- Tinent Mohammed Balarabe Haladu (4t Battalion, Ibadan)
- Major Abba Kyari (Artilleria, Kaduna)
- Sergent Sabo Kwale (Abeokuta Garrison)
- Tinent Coronel Murtala Muhammed (Inspector de Senyals, Lagos)
- Segon Tinent Muhammadu Gado Nasko (Artilleria, Kaduna)
- Tinent Malami Mahe Nassarawa (2n Battalion, Lagos)
- Tinent James Onoja (4t Battalion, Ibadan)
- Caporal John Shagaya (2n Reconnaissance Squadron, Abeokuta)
- Tinent Abdulahhi Shelleng (Comandant de companyia, 4t Battalion, Ibadan)
- Capità Ibrahim Taiwo (Lagos Garrison Yaba)
- Tinent Paul Chabri Tarfa (Guàrdies Federals, Lagos)
- Capità Baba Usman GSO (Grau II), HQ de l'Exèrcit, Lagos)
- Major Musa Usman (Força de l'Aire, Lagos)
- Tinent William Walbe (2n Battalion, Lagos)
- Tinent Mamman Vatsa (4t Battalion, Ibadan)
- Capità Abdul D.S. Wya (3r Battalion, Kaduna)